# Дилсборо (Северна Каролина)
Дилсборо (енгл. Dillsboro) град је у америчкој савезној држави Северна Каролина.

## Демографија
По попису из 2010. године број становника је 232, што је 27 (13,2%) становника више него 2000. године.
| Група             | 2000.       | 2010.       |
| Белци             | 188 (91,7%) | 217 (93,5%) |
| Афроамериканци    | 2 (1,0%)    | 1 (0,4%)    |
| Азијати           | 7 (3,4%)    | 0 (0,0%)    |
| Хиспаноамериканци | 2 (1,0%)    | 12 (5,2%)   |
| Укупно            | 205         | 232         |